# Live at Monterey
Live at Monterey uživo je album američkog glazbenika Jimija Hendrixa i njegovog sastava The Jimi Hendrix Experience, postumno objavljen 29. listopada 2007. godine od izdavačke kuće Universal Music Enterprises. Album sadrži Experiencovu izvedbu od 18. lipnja 1967. godine na Monterey Pop festivalu.

## O albumu
Album je sličan s izdanjem iz 1986. godine pod nazivom Jimi Plays Monterey, na kojemu je obradu i miks radio Joe Gastwirt, dok je na materijalu Live at Monterey to isto radio Eddie Kramer. Na naslovnici albuma nalazi se slika koja prikazuje Hendrixa prilikom jedne od najpoznatijih scena dok na sceni pali svoju gitaru
Koncert je također zabilježen 16mm kamerama te je 2007. godine objavljen na DVD-u.

## Popis pjesama
| Br. | Skladba                       | Autor                 | Trajanje |
| --- | ----------------------------- | --------------------- | -------- |
| 1.  | »Introduction by Brian Jones« |                       | 0:39     |
| 2.  | »Killing Floor«               | Chester Burnett       | 3:14     |
| 3.  | »Foxey Lady«                  | Jimi Hendrix          | 3:28     |
| 4.  | »Like a Rolling Stone«        | Bob Dylan             | 7:06     |
| 5.  | »Rock Me Baby«                | B. B. King, Joe Josea | 3:37     |
| 6.  | »Hey Joe«                     | Billy Roberts         | 5:11     |
| 7.  | »Can You See Me«              | Hendrix               | 2:37     |
| 8.  | »The Wind Cries Mary«         | Hendrix               | 3:53     |
| 9.  | »Purple Haze«                 | Hendrix               | 5:34     |
| 10. | »Wild Thing«                  | Chip Taylor           | 7:49     |

## Izvođači
- Jimi Hendrix – električna gitara, vokal
- Noel Redding – bas-gitara
- Mitch Mitchell – bubnjevi

## Vanjske poveznice
- Discogs - recenzija albuma